# Sagina micrantha
Sagina micrantha är en nejlikväxtart som beskrevs av Bge. Sagina micrantha ingår i släktet smalnarvar, och familjen nejlikväxter. Inga underarter finns listade i Catalogue of Life.